# Fegato bioartificiale
Il  fegato bioartificiale  è un mezzo di supporto artificiale per gli individui che soffrono ai insufficienza epatica fulminante

## Storia
Tale tecnica venne sperimentata alla fine del XX secolo per ovviare in qualche modo alla velocità con cui l'insufficienza epatica fulminante distrugge il fegato nel giro di poche ore; se non si dovesse intervenire in tempo la persona andrà incontro a coma e morte.

## Funzionamento
Costruito in maniera semi-impermeabile, costituiti con epatociti da epatoma o da suini purifica il sangue.

## Svantaggi
I costi e la grandezza dell'impianto (simile ad un armadio) non permette la diffusione che potrebbe avere come terapia sostitutiva al trapianto di fegato.